# Schoenerupa thermantis
Schoenerupa thermantis là một loài bướm đêm trong họ Crambidae.